# ليندا روبسون
ليندا روبسون (بالإنجليزية: Linda Robson)‏ هي ممثلة بريطانية، ولدت في 13 مارس 1958 في إيزلينغتون ‏ في المملكة المتحدة.

## وصلات خارجية
- ليندا روبسون على موقع IMDb (الإنجليزية)
- ليندا روبسون على موقع ميوزك برينز (الإنجليزية)
- ليندا روبسون على موقع قاعدة بيانات الفيلم (الإنجليزية)